# Končina (Nízký Jeseník)
Končina (německy Kaminetz) je výrazný kopec tyčící se mezi Dobroslavicemi, Děhylovem a Plesnou a nad řekou Opavou v okrese Opava v Moravskoslezském kraji. Vrchol kopce je ve výšce 340 m n. m. a patří do Vítkovské vrchoviny, která je součástí Nízkého Jeseníku. 

## Další informace

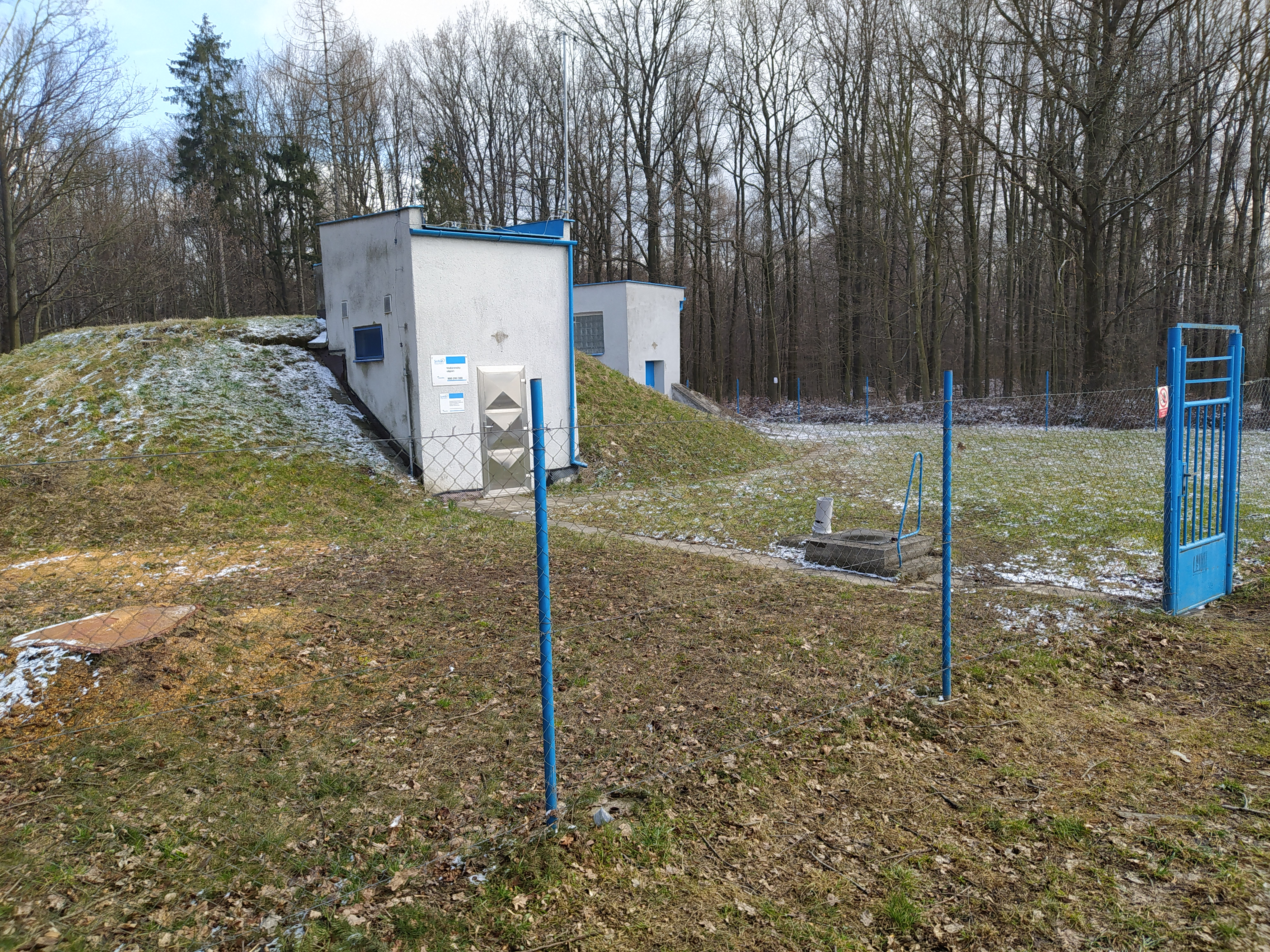
Vodárna vedle vrcholu Končina

Vrchol kopce se nachází u vodárny u vysílače, blízko u cesty z Děhylova do Dobroslavic a nabízí výhled na Plesnou a Ostravu. Dále u křižovatky je umístěný kříž. Pod vrcholem se u silnice k Děhylovu nachází nejvyšší bod Ostravy (339 m n. m.).
Severním směrem cca 370 m se nachází naučná stezka Z Dobroslavic do Děhylova.
Severním směrem cca 600 m se nachází zámecký park a bývalý zámek Dobroslavice.